# Первомайский (Стерлибашевский район)
Первомайский (баш. Первомайский) — село в Стерлибашевском районе Башкортостана, входит в состав Стерлибашевского сельсовета.

## Население
| 2002 | 2009 | 2010 |
| ---- | ---- | ---- |
| 790  | ↘783 | ↘716 |

Согласно переписи 2002 года, преобладающие национальности — башкиры (44 %), татары (33 %).

## Географическое положение
Расстояние до:
- районного центра (Стерлибашево): 4 км,
- центра сельсовета (Стерлибашево): 4 км,
- ближайшей ж/д станции (Стерлитамак): 57 км.